# Undenäs
Undenäs è un'area urbana della Svezia situata nel comune di Karlsborg, contea di Västra Götaland. La popolazione rilevata nel censimento 2010 era di 237 abitanti.